# Щетинка (приток Атемеши)
Щетинка, или Щеткина, — река в России, протекает по Максатихинскому району Тверской области. Устье реки находится в 14 км по правому берегу реки Атемеши. Длина реки — 25 км, площадь водосборного бассейна — 108 км².

## Данные водного реестра
По данным государственного водного реестра России относится к Верхневолжскому бассейновому округу, водохозяйственный участок реки — Молога от истока и до устья, речной подбассейн реки — Реки бассейна Рыбинского водохранилища. Речной бассейн реки — (Верхняя) Волга до Куйбышевского водохранилища (без бассейна Оки).
Код объекта в государственном водном реестре — 08010200112110000005767.